# Jean Raoux
Jean Raoux (Montpeller, 12 de juny, 1677 - París, 10 de febrer, 1734) fou un pintor occità.
Va fer els primers estudis artístics en la seva vila natal, continuant-los després a París sota la direcció de Bon Boulogne, aconseguint el 1704 el gran premi de pintura; llavors anà a Itàlia. Acabats completament els seus estudis, retornà a París, i mercès a la protecció del gran prior de Vendôme, del que en feu el retrat, fou nomenat el 1717 membre de l'Acadèmia, refusant per motius de salut el càrrec de pintor de cambra del rei d'Espanya, Felip V. Durant algun temps va romandre a Londres.
La seva especialitat la constituí el retrat, i en el gènere històric només assolí una mitjana reputació. Representava molt sovint els seus models amb figures al·legòriques, i especialment dones. Fou el precursor de l'escola de Boucher.

## Obres
A més de nombrosos retrats com: Telémaco en l'illa de Calipso (Museu del Louvre); Jove llegint una carta(Louvre, Col·lecció La Caze); Venus reposant; Escena en el temple de Priapo; Les quatre edats de l'home; Continència d'Escipió, i Pigmalió enamorat d'una estàtua. Algunes d'aquestes obres foren gravades per François Pilly, Jean Moyreau i Charles Dupuis.

## Petita galeria de Raoux

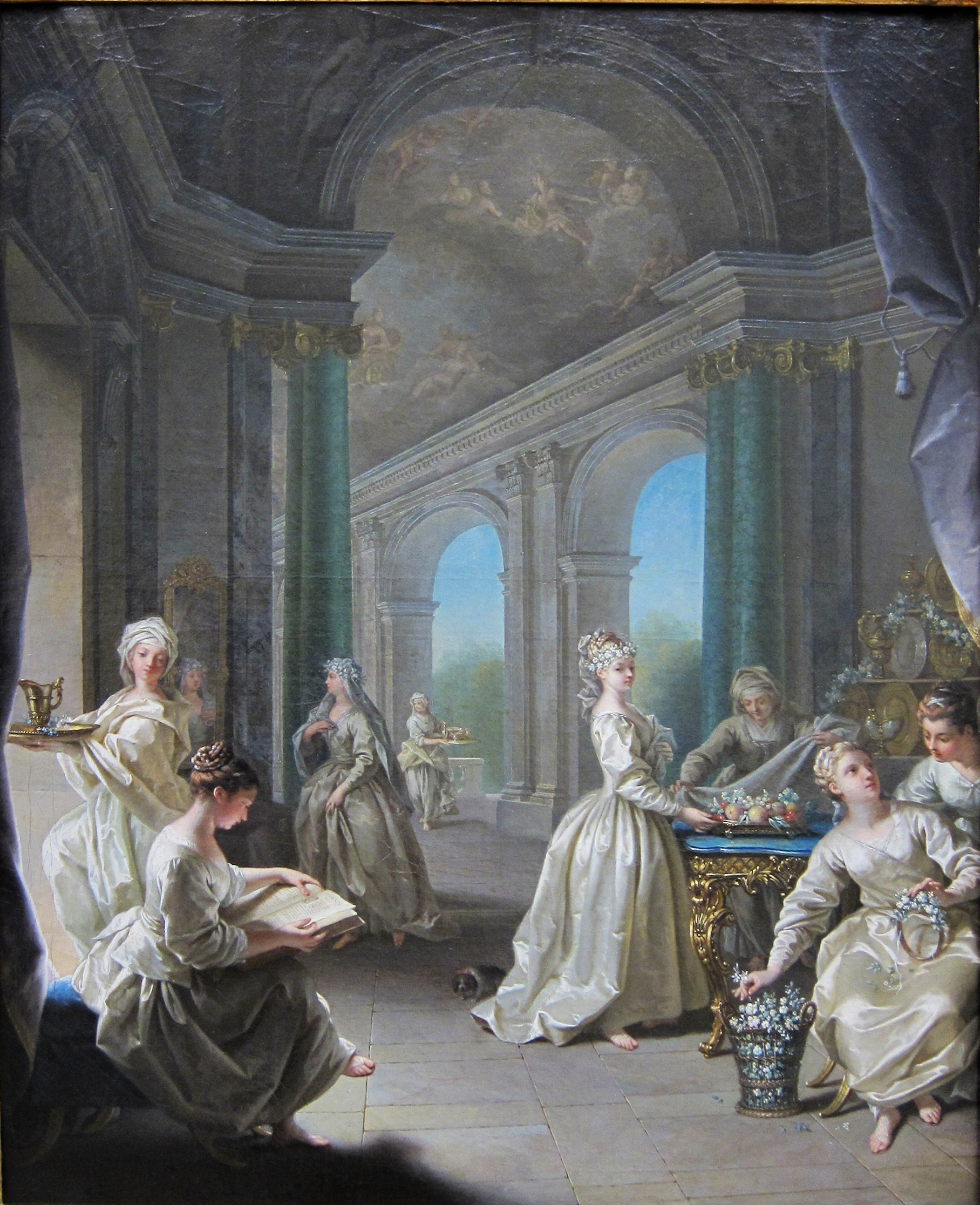
Verges modernes
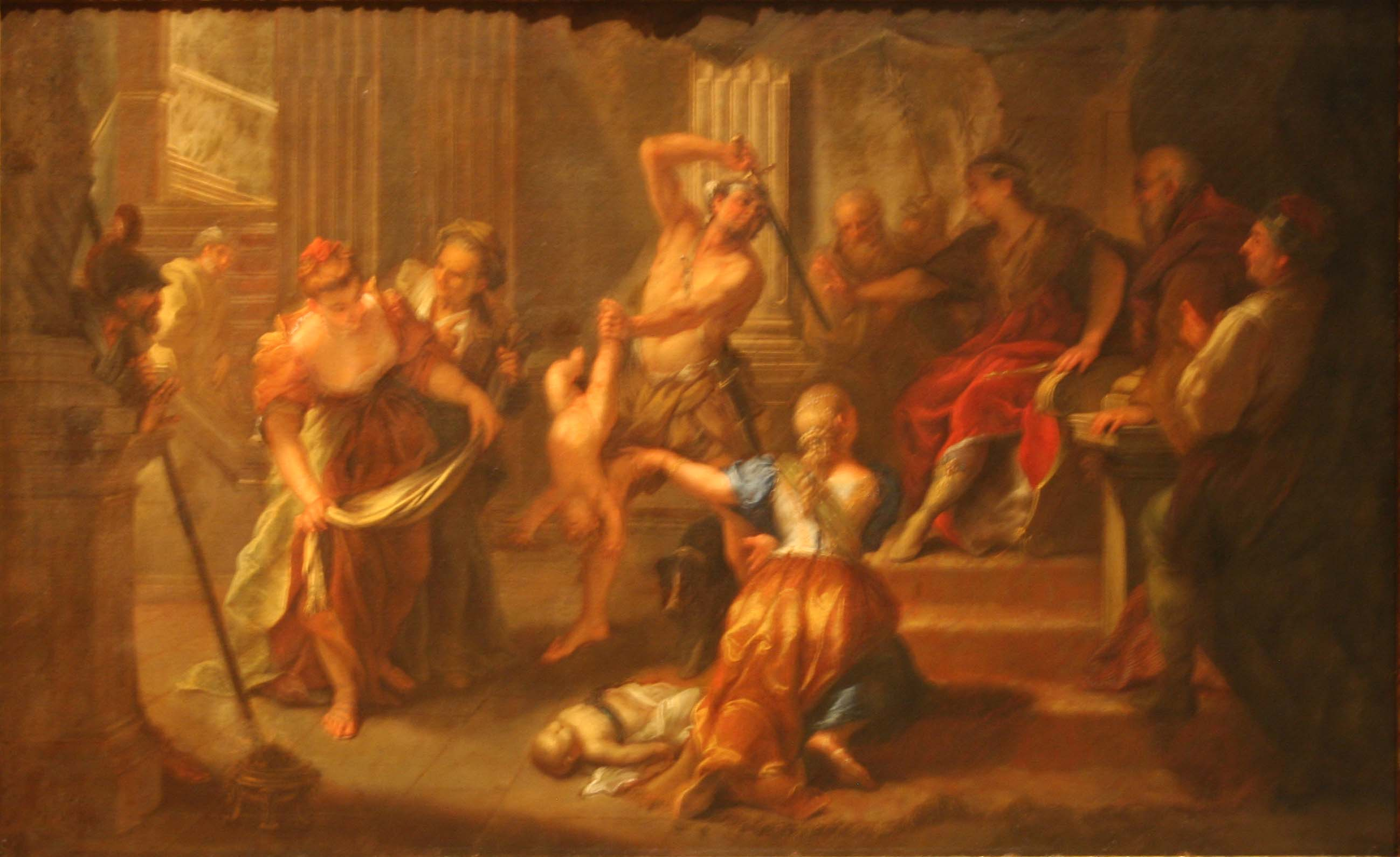
Judici de Salomó
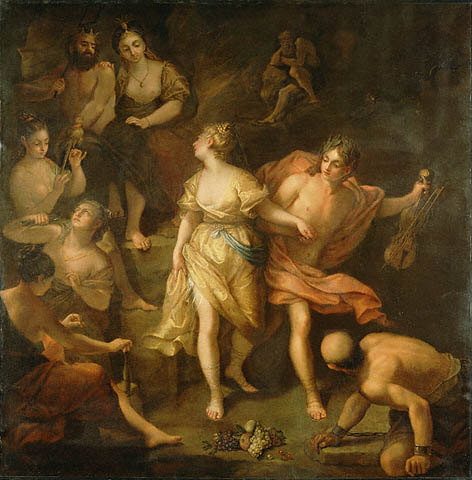
Orfeu i Euridice
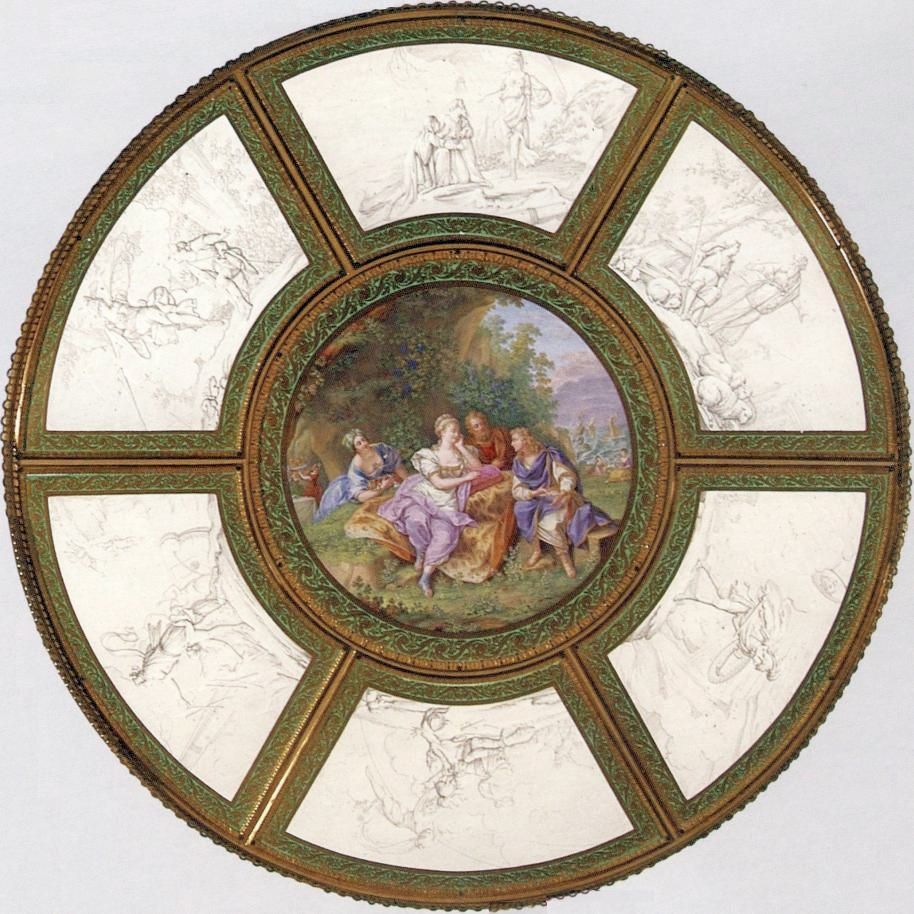
Guéridon d'Elżbieta Grabowska
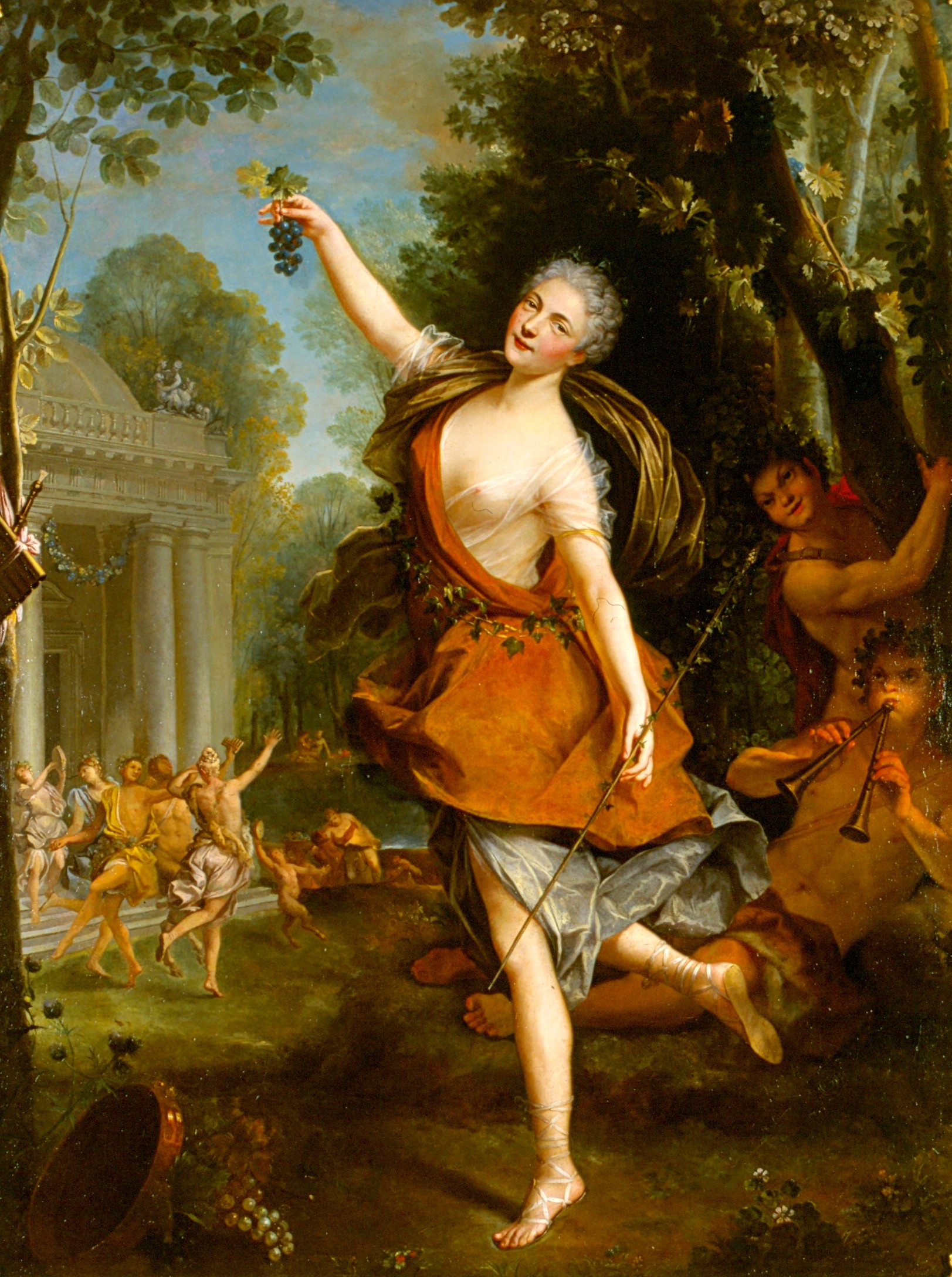
La senyoreta Prévost a la Bacchante
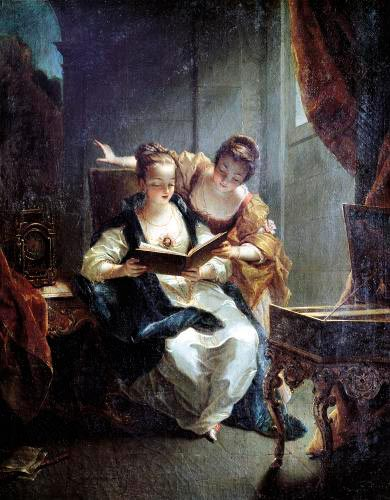
Els petits músics
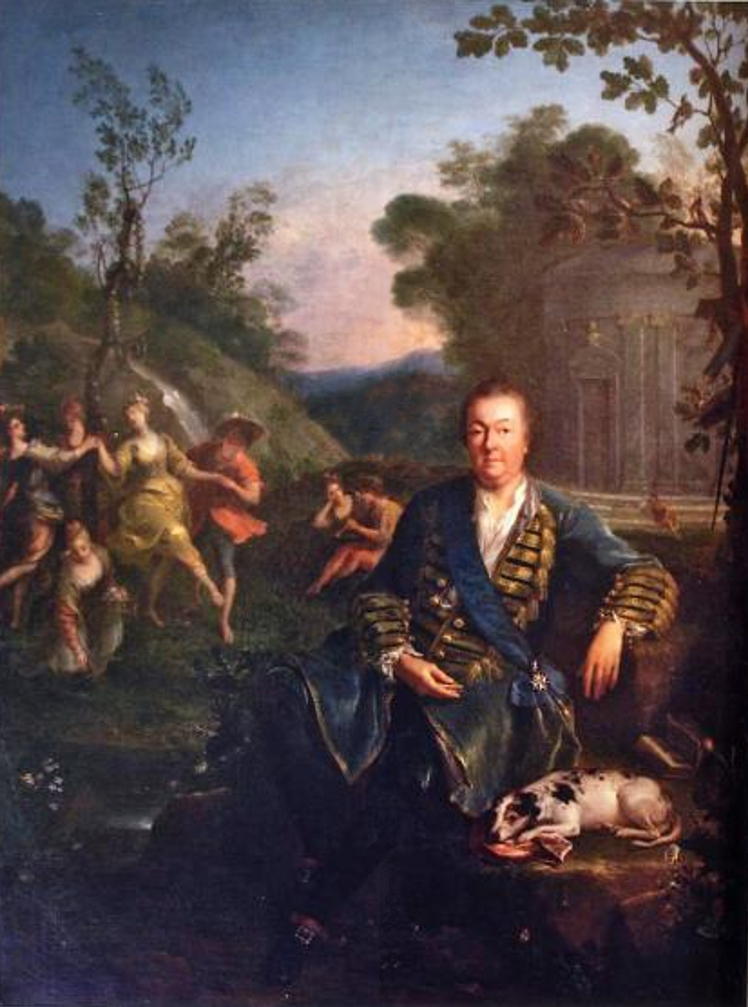
Philippe, Duc de Vendôme, Grand Prior de França, al complir els 69 anys el 1724
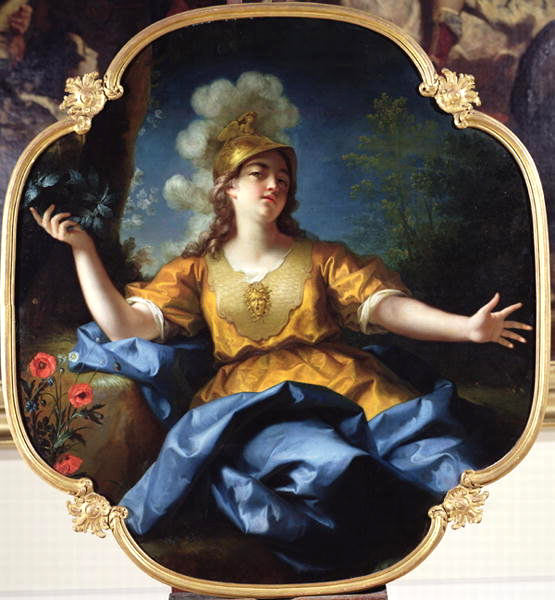
Dona imitant Minerva